# Acalolepta iwahashii
Acalolepta iwahashii là một loài bọ cánh cứng trong họ Cerambycidae.